# Snart kommer tiden
|  | Denne artikel er oprettet af botten PalnaBot ud fra en ekstern database. Den kan derfor have sproglige fejl eller mangler. Denne skabelon kan fjernes efter kontrol af indholdet. |

Snart kommer tiden er en kortfilm fra 2006 instrueret af Christian Dyekjær efter manuskript af Line Knutzon og Christian Dyekjær.

## Handling
»Snart kommer tiden« er en surrealistisk fortælling om ægteparret Hilbert og Rebekka og deres syvårige søn Granberg. På Rebekkas 35 års fødselsdag sendes sønnen på spejdertur, mens de voksne fejrer dagen med en idyllisk frokost i det grønne. Da de kommer hjem, venter deres nu 57-årige søn med gave og blomster. 50 år er gået uden at nogen opdagede det, og Hilbert og Rebekka konfronteres med det liv, de har levet, deres uforløste drømme og den forsømte kærlighed.